# 新遺詔聖經
新遺詔聖經是東正教的通用希腊语和教会斯拉夫语新約聖經文言文譯本。此譯本於1864年由京都東教宗北館出版刊本。

## 緣起
康熙二十一年中國與俄國在雅克薩城爆發了雅克薩之戰，俄軍戰敗於康熙二十八年簽訂中俄尼布楚條約，其間清軍先後俘獲俄國軍民九十九人，其中有五十九人押往北京，清軍依照處理戰俘的慣例將這些俄羅斯人編入鑲黃旗，這些定居於北京的俄羅斯人被稱為阿爾巴津人。在這些編入八旗的俄羅斯人中有一位東正教司祭馬克西姆·列昂節夫，他在北京為阿爾巴津人主持東正教的宗教活動，清政府也將北京胡家園胡同的一座關帝廟劃撥給他們興建東正教教堂，這就是今天的北館（東正教北京傳道團）。
1864年，固利乙時任北館掌院修士（卽第十四屆北京傳道團的首長），有感於族人因長久定居中國，已無法再閱讀俄文，因此著手將聖經新約翻譯成中文（文言文），並聘順天舉人隆源酌訂詞理。

## 翻譯參考文本
遵原文譯漢。

## 章節
章節排序為：福音經、宗徒行實、公書、私書、默示錄。（其他常見聖經版本先私書（保祿書信），再公書（公函）。）如下：
- 福音經
  - 瑪特斐
  - 瑪爾克
  - 魯喀
  - 伊望
- 宗徒經
  - 宗徒行實
  - 公書
    - 亞烏
    - 撇特爾前
    - 撇特爾後
    - 伊望第一
    - 伊望第二
    - 伊望第三
    - 伊屋達

  - 私書
    - 鿡瑪書
    - 鿛福前
    - 鿛福後
    - 戛拉提亞
    - 耶斐斯
    - 肥利批
    - 羅斯
    - 莎倫前
    - 莎倫後
    - 提摩斐前
    - 提摩斐後
    - 提特書
    - 肥利孟
    - 耶烏鿨

  - 默示錄

## 特色
- 內容采用文言文
- 東正教新約中文譯本（東正教的其他新約譯本，有新約聖經 （页面存档备份，存于）/英諾肯提乙譯本，1910年。）
- 一些人名、地名的翻譯明顯不同於同時代的多部聖經漢語譯本並使用合文表達漢語沒有的發音，[2]如耶穌基督譯作「伊伊穌斯合鿠斯托斯」（對應俄文、教會斯拉夫文І҆исꙋ́съ Хрїсто́съ）、耶路撒冷譯作「耶鿩薩利木」（俄：、教：І҆ерꙋсали́мъ）。